# Блумквист, Андреас
Петер Андреас Блумквист (швед. Peter Andreas Blomqvist; род. 5 мая 1992, Швеция) — шведский футболист, полузащитник клуба «Мьельбю».

## Клубная карьера
Является воспитанником клуба «Хёгадаль». В 2010 году присоединился к молодёжной команде «Мьельбю». За основную команду клуба дебютировал в чемпионате Швеции 30 июня 2012 года в игре с «Норрчёпингом», выйдя на замену в перерыве вместо Пера Эрикссона.
В январе 2015 года перешёл в датский «Ольборг», подписав с клубом контракт на четыре с половиной года. 5 марта дебютировал за новый клуб в матче кубка страны с «Эсбьергом». Через одиннадцать дней сыграл свой единственный матч в датской Суперлиге. В гостевой игре с «Хобро» он появился на последние пять минут встречи вместо Якоба Блобьерга.
27 января 2016 года перешёл в «Норрчёпинг», завоевавший по итогам прошлого сезона золото чемпионата. Дебютировал за новый клуб в чемпионате 2 апреля против «Мальмё». По итогам сезона «Норрчёпинг» вошёл в тройку призёров.
11 января 2021 года вернулся в «Мьельбю», подписав с клубом контракт, рассчитанный на два года. 11 апреля в игре первого тура с «Варбергом» провёл первый матч за клуб после возвращения, выйдя после перерыва вместо Давида Лёфквиста.

## Карьера в сборной
Провёл несколько матчей в составе молодёжной сборной Швеции. В декабре 2013 года был вызван в состав национальной сборной на январский сбор. Дебютировал в её составе 17 января 2014 года в товарищеской игре с Молдавией, появившись на поле в середине второго тайма вместо Якоба Юханссона.

## Достижения
Норрчёпинг:
- Серебряный призёр чемпионата Швеции: 2018
- Бронзовый призёр чемпионата Швеции: 2016

## Клубная статистика
| Выступление      | Выступление      | Выступление      | Лига | Лига | Кубки | Кубки | Конт. кубки | Конт. кубки | Разное | Разное | Итого | Итого |
| Клуб             | Лига             | Сезон            | Игры | Голы | Игры  | Голы  | Игры        | Голы        | Игры   | Голы   | Игры  | Голы  |
| ---------------- | ---------------- | ---------------- | ---- | ---- | ----- | ----- | ----------- | ----------- | ------ | ------ | ----- | ----- |
| Мьельбю          | Алльсвенскан     | 2012             | 11   | 0    | 1     | 0     | 0           | 0           | 0      | 0      | 12    | 0     |
| Мьельбю          | Алльсвенскан     | 2013             | 27   | 3    | 4     | 0     | 0           | 0           | 0      | 0      | 31    | 3     |
| Мьельбю          | Алльсвенскан     | 2014             | 29   | 7    | 4     | 0     | 0           | 0           | 0      | 0      | 33    | 7     |
| Мьельбю          | Итого            | Итого            | 67   | 10   | 9     | 0     | 0           | 0           | 0      | 0      | 76    | 10    |
| Ольборг          | Суперлига        | 2014/15          | 1    | 0    | 1     | 0     | 0           | 0           | 0      | 0      | 2     | 0     |
| Ольборг          | Суперлига        | 2015/16          | 0    | 0    | 1     | 0     | 0           | 0           | 0      | 0      | 1     | 0     |
| Ольборг          | Итого            | Итого            | 1    | 0    | 2     | 0     | 0           | 0           | 0      | 0      | 3     | 0     |
| Мьельбю          | Алльсвенскан     | 2016             | 18   | 3    | 2     | 0     | 2           | 0           | 0      | 0      | 22    | 3     |
| Мьельбю          | Алльсвенскан     | 2017             | 4    | 0    | 0     | 0     | 0           | 0           | 0      | 0      | 4     | 0     |
| Мьельбю          | Алльсвенскан     | 2018             | 2    | 0    | 0     | 0     | 0           | 0           | 0      | 0      | 2     | 0     |
| Мьельбю          | Алльсвенскан     | 2019             | 13   | 1    | 3     | 0     | 3           | 0           | 0      | 0      | 19    | 1     |
| Мьельбю          | Алльсвенскан     | 2020             | 18   | 0    | 3     | 1     | 0           | 0           | 0      | 0      | 21    | 1     |
| Мьельбю          | Итого            | Итого            | 55   | 4    | 8     | 1     | 5           | 0           | 0      | 0      | 68    | 5     |
| Мьельбю          | Алльсвенскан     | 2021             | 26   | 0    | 0     | 0     | 0           | 0           | 0      | 0      | 26    | 0     |
| Мьельбю          | Алльсвенскан     | 2022             | 0    | 0    | 3     | 0     | 0           | 0           | 0      | 0      | 3     | 0     |
| Мьельбю          | Итого            | Итого            | 26   | 0    | 3     | 0     | 0           | 0           | 0      | 0      | 29    | 0     |
| Всего за карьеру | Всего за карьеру | Всего за карьеру | 149  | 14   | 22    | 1     | 5           | 0           | 0      | 0      | 176   | 15    |

## Статистика в сборной
| Матчи и голы Андреаса Блумквиста за национальную сборную Швеции | Матчи и голы Андреаса Блумквиста за национальную сборную Швеции | Матчи и голы Андреаса Блумквиста за национальную сборную Швеции | Матчи и голы Андреаса Блумквиста за национальную сборную Швеции | Матчи и голы Андреаса Блумквиста за национальную сборную Швеции | Матчи и голы Андреаса Блумквиста за национальную сборную Швеции |
| №                                                               | Дата                                                            | Оппонент                                                        | Счёт                                                            | Голы                                                            | Соревнование                                                    |
| --------------------------------------------------------------- | --------------------------------------------------------------- | --------------------------------------------------------------- | --------------------------------------------------------------- | --------------------------------------------------------------- | --------------------------------------------------------------- |
| 1                                                               | 17 января 2014                                                  | Молдова                                                         | 2:1                                                             | 0                                                               | Товарищеский матч                                               |
| 2                                                               | 21 января 2014                                                  | Исландия                                                        | 2:0                                                             | 0                                                               | Товарищеский матч                                               |

Итого: 2 матча и 0 голов; 2 победы, 0 ничьих, 0 поражений.